# فهد الهاجري
فهد مفرح حسن الهاجري (مواليد 10 نوفمبر 1991) لاعب كرة قدم كويتي. يجيد اللعب في مركز الدفاع مع منتخب الكويت الوطني ونادي الكويت .
بدأ مسيرته الدولية في مباراة ودية أمام الفلبين يوم 16 أكتوبر 2012. وسجل أول أهدافه أمام لبنان في بطولة اتحاد غرب آسيا 2014. تم اختياره للمشاركة في كأس آسيا 2015.

## نادي الاتفاق السعودي
أعاره نادي الكويت إلى نادي الاتفاق السعودي في تاريخ 26 يونيو 2017 لمدة سنة .

## روابط خارجية
- فهد الهاجري على موقع ناشيونال فوتبول تيمز (الإنجليزية)
- فهد الهاجري على موقع Soccerway.com (الإنجليزية)